# Амджад Алі-шах
Амджад Алі-шах (урду مجد علی شاہ, гінді अमजद अली शाह; 1801 — 13 лютого 1847) — четвертий падишах Ауду.

## Правління
За часів його правління було збудовано новий міст через річку Ґомті і гравійну дорогу від Лакхнау до Канпура. Окрім того падишах збудував Гатцратгандж й Амінабадський ринки, головні торговельні майданчики Лакхнау.